# Kosjerić (selo)
Kosjerić (selo) (en serbe cyrillique : Косјерић (село)) est un village de Serbie situé dans la municipalité de Kosjerić, district de Zlatibor. Au recensement de 2011, il comptait 895 habitants.

## Démographie

### Évolution historique de la population
| 1948  | 1953  | 1961  | 1971  | 1981  | 1991  | 2002  | 2011 |
| ----- | ----- | ----- | ----- | ----- | ----- | ----- | ---- |
| 1 647 | 1 727 | 2 041 | 1 362 | 1 165 | 1 115 | 1 023 | 895  |

|  |